# Морозовка (Запорожская область)
Морозовка (укр. Морозівка) — село,
Николай-Польский сельский совет,
Запорожский район,
Запорожская область,
Украина.
Код КОАТУУ — 2322187205. Население по переписи 2001 года составляло 176 человек.

## Географическое положение
Село Морозовка находится на правом берегу реки Сухая Сура,
выше по течению на расстоянии в 3 км расположено село Николай-Поле,
ниже по течению на расстоянии в 1 км расположено село Широкое (Солонянский район).

## История
- 1870 год — дата основания.